# Saskatchewan Highway 35
La Saskatchewan Highway 35 è un'autostrada della provincia canadese del Saskatchewan. Va dal confine con gli Stati Uniti d'America vicino a Port of Oungre, dove incontra la U.S. Route 85, fino alla sponda settentrionale del lago Tobin. È lunga circa 540 km (336 mi).
La Saskatchewan Highway 35 collega tra loro le maggiori autostrade del Saskatchewan: Saskatchewan Highway 18, 39, 33, 38, 1, 22, 15, 16, 5, 3 e 55. Inoltre passa vicino ai più importanti insediamenti: Weyburn, Indian Head, Fort Qu'Appelle, Wadena, Tisdale e Nipawin.